# Ramon Pichot i Gironès
Ramon Pichot i Gironès (Barcelona, 9 d'agost de 1872 - París, 1 de març de 1925) fou un pintor català, membre de la colla del Safrà, juntament amb Isidre Nonell, Joaquim Mir, Ricard Canals, Juli Vallmitjana i Adrià Gual. Amic d'infància d'Eduard Marquina i Luís de Zulueta, se'n va anar a França molt jove, on es va casar amb Laure Antoine Gargallo (després Germaine Pichot), una coneguda model francesa, el 1901. La seva germana, Maria Gay, va ser una cantant d'òpera d'important trajectòria.
Era amic de Salvador Dalí, Pablo Picasso i Santiago Rusiñol. Artísticament, la seva obra es va veure inicialment influenciada per l'impressionisme, tot i que posteriorment va declinar en un modernisme de caràcter simbòlic. Va exposar a les exposicions de belles arts realitzades a Barcelona el 1894, 1896 i 1898. També va exposar a la Sala Parés el 1895, en una col·lectiva amb Ramon Casas. A París, va exposar el 1898 al Saló Nacional.
Hi ha obra seva exposada al Museu Nacional d'Art de Catalunya, al Museu de Cadaqués, al Museu Abelló de Mollet del Vallès i al Cau Ferrat de Sitges.

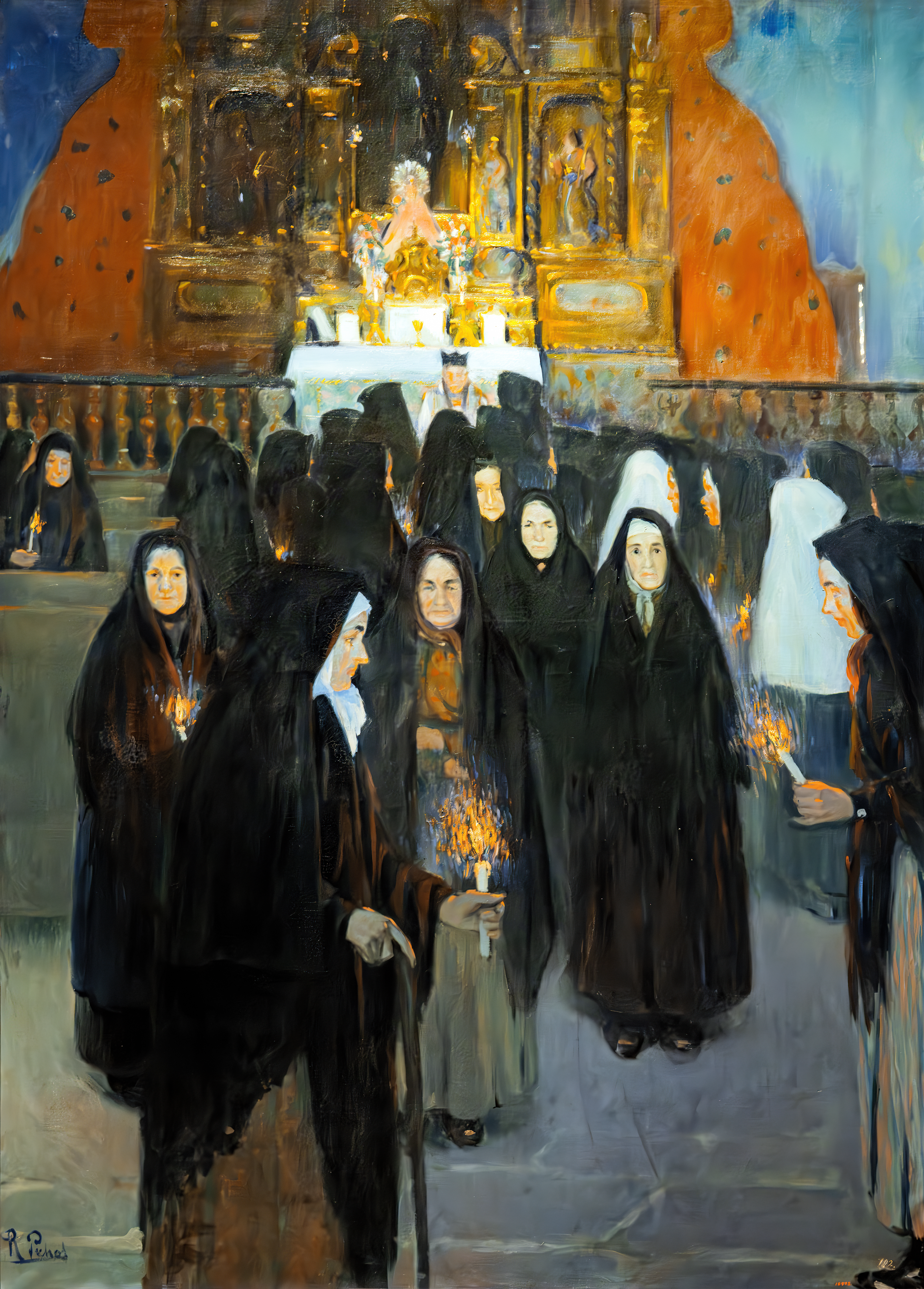
Ofrena  MNAC
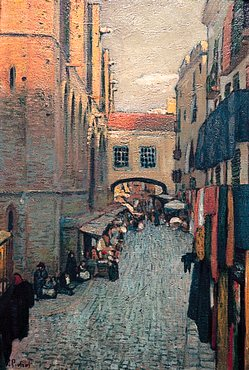
Carrer de Santa Maria
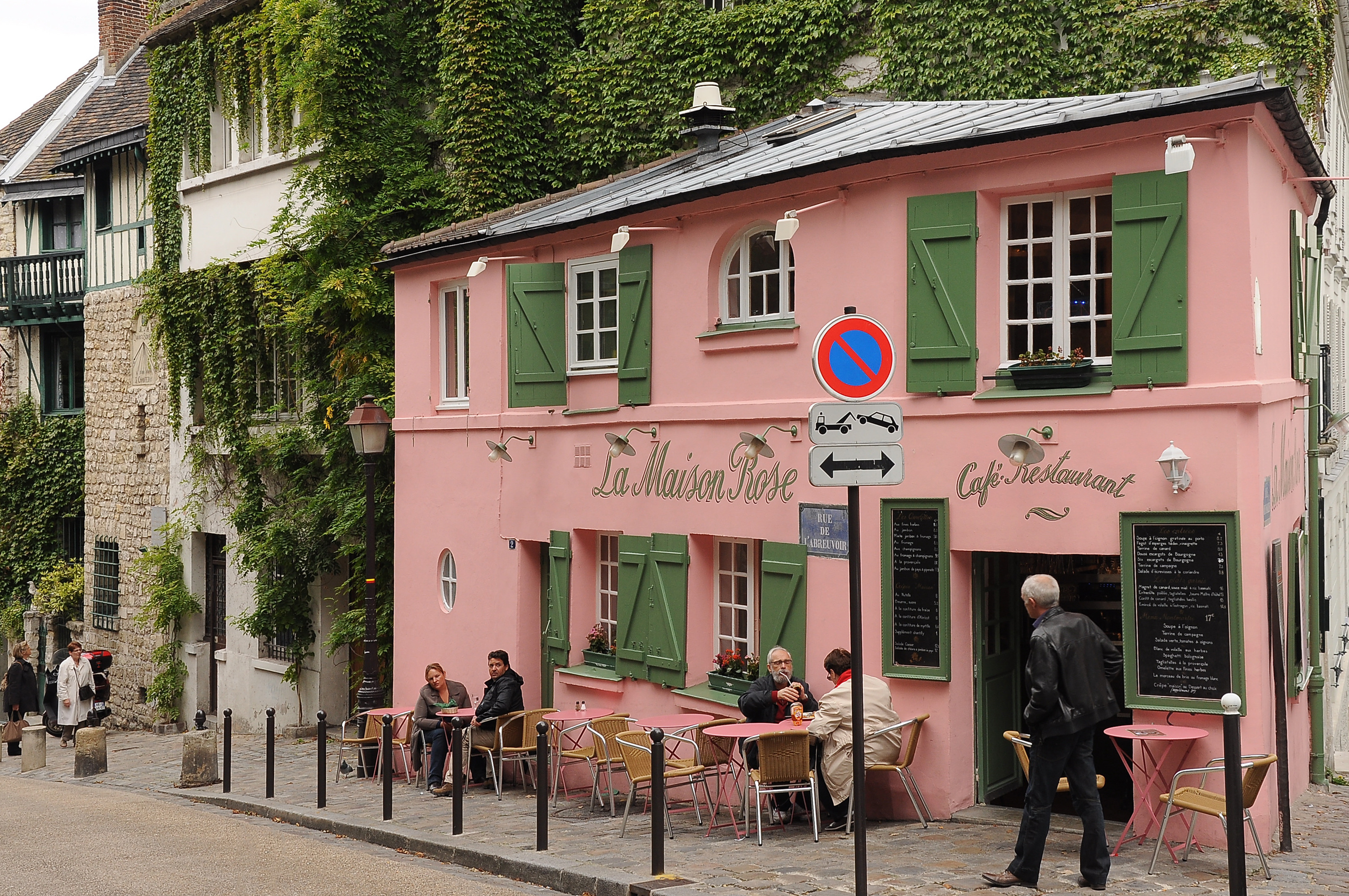
La Casa Rosa (La Maison Rose) a Montmartre, inaugurada l'any 1908 per Ramon i Germaine Pichot